# Destino final del universo
El destino final del universo es una de las cuestiones fundamentales en cosmología física. Muchos destinos posibles son predichos por teorías científicas contrarias, incluyendo futuros de duración tanto finita como infinita.
Una vez que la noción de que el universo empezó con una rápida inflación denominada Big Bang, se hizo popular entre la mayoría de los científicos la cuestión del posible destino final del universo, convirtiéndose en una pregunta cosmológica válida, que dependería de las propiedades físicas de la masa/energía en el universo, su densidad promedio y la tasa de expansión.

## Bases científicas emergentes
La exploración científica teórica del destino final del universo se hizo posible con la teoría de la relatividad general de Albert Einstein de 1915. La relatividad general se puede emplear para describir el universo a la mayor escala posible. Hay muchas soluciones posibles a las ecuaciones de la relatividad general y cada solución implica un posible destino final del universo. Alexander Friedmann propuso algunas soluciones en 1922 y Georges Lemaître otras en 1927. Algunas de estas ecuaciones implican que el universo ha estado expandiéndose desde una singularidad inicial, es decir, esencialmente el Big Bang.
En 1927 Georges Lemaître presentó una teoría que desde entonces ha sido llamada teoría del Big Bang del origen del universo. En 1931 Edwin Hubble publicó sus conclusiones basadas en las observaciones de las estrellas variables Cefeidas en galaxias lejanas, de que el universo estaba en expansión. Desde entonces, el principio del universo y su posible final han sido objeto de seria investigación científica.
En 1948 Fred Hoyle propuso la teoría opuesta de un universo estático, llamada teoría del estado estacionario. Estas dos teorías fueron contendientes activos hasta el descubrimiento de Arno Penzias y Robert Wilson en 1965 del fondo cósmico de microondas, un hecho que es una predicción sencilla de la teoría del Big Bang y de que la teoría del estado estacionario no es válida. La teoría del Big Bang se convirtió inmediatamente en el punto de vista más ampliamente sostenido del origen del universo.
Cuando Einstein formuló la relatividad general, él y sus contemporáneos creían en un universo estático. Cuando Einstein encontró que sus ecuaciones podían ser resueltas fácilmente de tal manera que el universo estuviera en expansión y se contrajera en un futuro lejano, añadió a estas ecuaciones lo que él llamó una constante cosmológica, cuyo papel era compensar el efecto de la gravedad en el universo en conjunto de tal manera que el universo permaneciera estático. Después de que Hubble anunciara su conclusión de que el universo estaba en expansión, Einstein escribió que la constante cosmológica era su «gran metedura de pata».

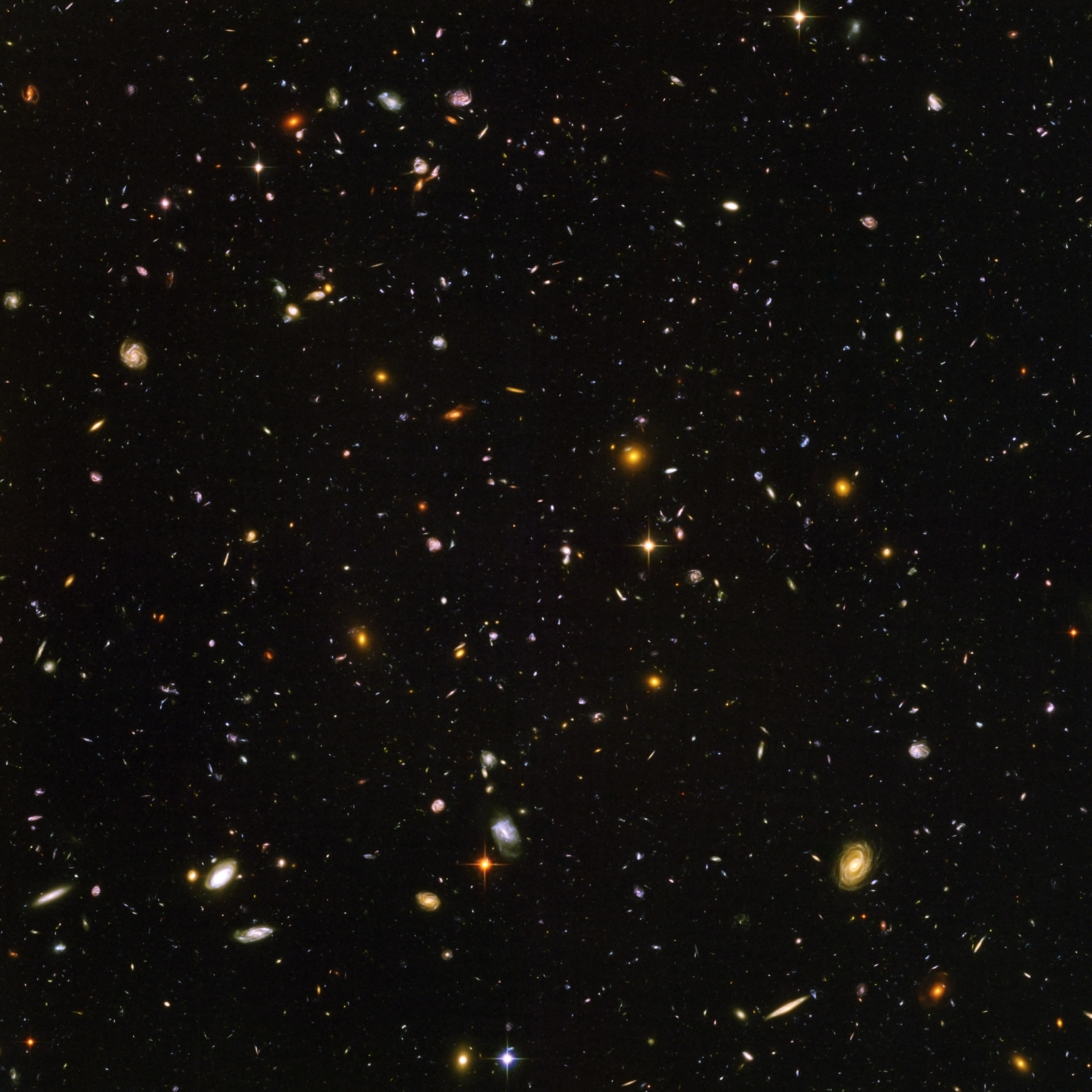
Lo que sabemos del universo hasta ahora nos hace plantearnos cuál es su posible final y qué papel jugaremos en él. En la imagen, vista del Campo Ultra Profundo por el telescopio Hubble.

Empezando en 1998, las observaciones de las supernovas en galaxias distantes han sido interpretadas como consistentes con un universo cuya tasa de expansión se está acelerando. Se han formulado teorías cosmológicas posteriores para permitir esta posible aceleración, casi siempre apelando a la energía oscura y a la materia oscura. De ahí las recientes teorías sobre el destino final del universo que permiten una constante cosmológica distinta de cero.
Un parámetro importante en las teorías del destino del universo es el parámetro de densidad, Omega (Ω), definido como la densidad de materia media del universo dividido por un valor crítico de esa densidad. Esto crea tres posibles destinos del universo, dependiendo si Ω es igual, menor o mayor que 1. Estos se llaman respectivamente, universo plano, abierto y cerrado. Estos tres adjetivos se refieren a la geometría global del universo y no a la curvatura local del espacio-tiempo causada por pequeñas agrupaciones de masa (por ejemplo, las galaxias y las estrellas).

## La forma del universo

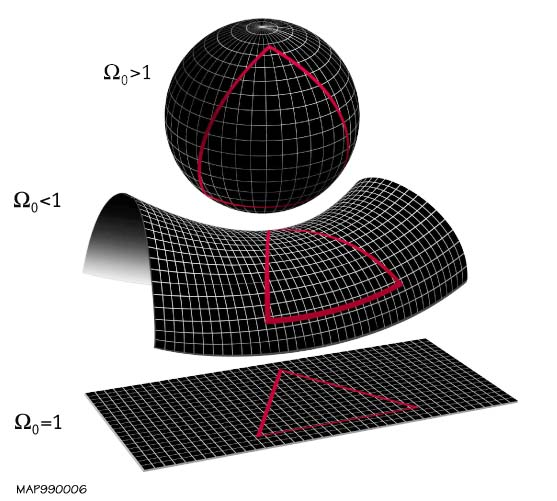
Diagrama de las tres posibles geometrías del universo: cerrado, abierto y plano, correspondiendo a valores del parámetro de densidad Ω_{0} mayores que, menores que o iguales a 1 respectivamente. En el universo cerrado si se viaja en línea recta se llega al mismo punto, en los otros dos no.

El consenso científico actual de muchos cosmólogos es que el destino final del universo depende de su forma global y de cuánta energía oscura contiene.

### Universo cerrado
Si Ω>1, entonces la geometría del espacio sería cerrada como la superficie de una esfera. La suma de los ángulos de un triángulo exceden 180 grados y no habría líneas paralelas. Al final, todas las líneas se encontrarían. La geometría del universo es, al menos en una escala muy grande, elíptico.
En un universo cerrado carente del efecto repulsivo de la energía oscura, la gravedad acabará por parar la expansión del universo, después de lo cual empezará a contraerse hasta que toda la materia en el universo se colapse en un punto. Entonces existirá una singularidad final llamada Big Crunch, por analogía con el Big Bang. Sin embargo, si el universo tiene una gran suma de energía oscura (como sugieren los hallazgos recientes), entonces la expansión será grande.

### Universo abierto
Si Ω<1, la geometría del espacio es abierta, p.ej., negativamente curvada como la superficie de una silla de montar. Los ángulos de un triángulo suman menos de 180 grados(llamada primera fase) y las líneas paralelas no se encuentran nunca equidistantes, tienen un punto de menor distancia y otro de mayor. La geometría del universo sería hiperbólica.
Incluso sin energía oscura, un universo negativamente curvado se expandirá para siempre, con la gravedad apenas ralentizando la tasa de expansión. Con energía oscura, la expansión no solo continúa sino que se acelera. El destino final de un universo abierto es la "muerte térmica" o Big Freeze, o Big Rip, donde la aceleración causada por la energía oscura terminará siendo tan fuerte que aplastará completamente los efectos de las fuerzas gravitacionales, electromagnéticas y los enlaces débiles.

### Universo plano
Si la densidad media del universo es exactamente igual a la densidad crítica tal que Ω=1, entonces la geometría del universo es plana: como en la geometría euclidiana, la suma de los ángulos de un triángulo es 180 grados y las líneas paralelas nunca se encuentran.
Sin energía oscura, un universo plano se expande para siempre pero a una tasa continuamente desacelerada: la tasa de expansión se aproxima asintóticamente a cero. Con energía oscura, la tasa de expansión del universo es inicialmente baja, debido al efecto de la gravedad, pero finalmente se incrementa. El destino final del universo es igual que en un universo abierto, la muerte térmica del universo (el "Big Freeze") o "Big Rip". En 2005 se propuso la teoría del destino del universo fermión-bosón, proponiendo que gran parte del universo estaría finalmente ocupada por el condensado de Bose-Einstein y la quasipartícula análoga al fermión, tal vez resultando una implosión. Muchos datos astrofísicos hasta la fecha son consistentes con un universo plano.

## Teorías sobre el final del universo
El destino del universo está determinado por la densidad del universo. La preponderancia de las pruebas, basadas en las medidas de la tasa de expansión y de la densidad de masa, favorecen la teoría de que el universo continuará expandiéndose indefinidamente, resultando en el escenario del "big freeze" , descrito a continuación. Sin embargo, nuevas interpretaciones sobre la naturaleza de la materia oscura también sugieren que sus interacciones con la masa y la gravedad avalan la posibilidad de un universo oscilador.

### Big Freeze o muerte térmica del universo
Este escenario es considerado como el más probable y ocurrirá si el universo continúa en expansión como hasta ahora. Sobre la escala de tiempo en el orden de un billón de años, las estrellas existentes se apagarán y la mayor parte del universo se volverá oscuro. El universo se aproxima a un estado altamente entrópico. Sobre una escala del tiempo mucho más larga en las eras siguientes, las galaxias colapsarían en agujeros negros con la evaporación consecuente vía la radiación de Hawking. En algunas teorías de la gran unificación, la descomposición de protones convertirá el gas interestelar subyacente en positrones y electrones, que se aniquilarán en fotones y leptones. En este caso, el universo indefinidamente consistirá solamente en una sopa de radiación uniforme que estará ligeramente corrida hacia el rojo con cada vez menos energía, enfriándose.
El Big Freeze es un escenario bajo el que la expansión continúa indefinidamente en un universo que es demasiado frío para tener vida. Podría ocurrir bajo una geometría plana o hiperbólica, porque tales geometrías son una condición necesaria para un universo que se expande por siempre. Un escenario relacionado es la muerte térmica, que dice que el universo irá hacia un estado de máxima entropía en el que cada cosa se distribuye uniformemente y no hay gradientes, que son necesarios para mantener el tratamiento de la información, una forma de vida. El escenario de muerte térmica es compatible con cualquiera de los tres modelos espaciales, pero necesita que el universo llegue a una eventual temperatura mínima.
El universo podría llegar a conseguir fluctuaciones cuánticas, recibiendo la pequeña probabilidad de producir un nuevo Big Bang creando un nuevo universo idéntico o muy similar al actual dentro de 10101056 años, de acuerdo con los físicos Sean Carroll y Jennifer Chen.
Después de un periodo de tiempo infinito, podría haber una entropía espontánea por un teorema de recurrencia de Poincaré o fluctuaciones térmicas.

### Big Rip

Simulación del Big Rip.

En un universo abierto, la relatividad general predice que el universo tendrá una existencia indefinida, pero con un estado donde la vida que se conoce no puede existir. Bajo este escenario, la energía oscura causa que la tasa de expansión del universo se acelere. Llevándolo al extremo, una aceleración de la expansión eterna significa que toda la materia del universo, empezando por las galaxias y finalmente todas las formas de vida, no importa cuanto de pequeñas sean, se disgregarán en partículas elementales desligadas. El estado final del universo es una singularidad, ya que la tasa de expansión es infinita.

### Big Crunch

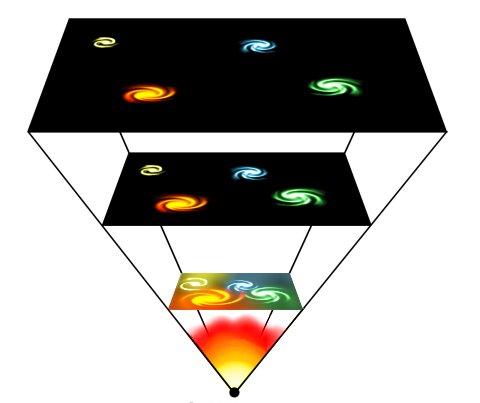
El Big Crunch. El eje vertical se puede considerar como tiempo positivo o negativo.

La teoría del Big Crunch es un punto de vista simétrico del destino final del universo. Justo con el Big Bang empezó una expansión cosmológica, esta teoría postula que la densidad media del universo es suficiente para detener su expansión y empezar la contracción. De ser así, se vería cómo las estrellas tienden a ultravioleta, por efecto Tudón. El resultado final es desconocido; una simple extrapolación sería que toda la materia y el espacio-tiempo en el universo se colapsarían en una singularidad espaciotemporal adimensional, pero a estas escalas se desconocen los efectos cuánticos necesarios para ser considerados (Véase gravedad cuántica).
Este escenario permite que el Big Bang esté precedido inmediatamente por el Big Crunch de un universo precedente. Si esto ocurre repetidamente, se tiene un universo oscilante. El universo podría consistir en una secuencia infinita de universos finitos, cada universo finito terminando con un Big Crunch que es también el Big Bang del siguiente universo. Teóricamente, el universo oscilante no podría reconciliarse con la segunda ley de la termodinámica: la entropía aumentaría de oscilación en oscilación y causaría la muerte caliente. Otras medidas sugieren que el universo no es cerrado. Estos argumentos indujeron a los cosmólogos a abandonar el modelo del universo oscilante. Una idea similar es adoptada por el modelo cíclico, pero esta idea evade la muerte caliente porque de una expansión de branas se diluye la entropía acumulada en el ciclo anterior.

### Big Bounce
Según algunos teóricos del universo oscilante, el Big Bang fue simplemente el comienzo de un período de expansión al que siguió un período de contracción. Desde este punto de vista, se podría hablar de un Big Crunch, seguido de un Big Bang, o, más sencillamente, un Gran Rebote. Esto sugiere que podríamos estar viviendo en el primero de todos los universos, pero es igualmente probable que estemos viviendo en el universo dos mil millones (o cualquiera de una secuencia infinita de universos).

### Multiverso
El multiverso (conjunto de universos paralelos) es un escenario en el que aunque el universo puede ser de duración finita, es uno de los millones que existen. Además, la física del multiverso podría permitirles existir infinitamente y habla sobre la existencia de multiversos, también conocidos como universos paralelos, que podrían convivir no solo en diferentes lugares, sino que también tiempos, materias y dimensiones, entre otras posibilidades. En particular, otros universos podrían ser objeto de leyes físicas diferentes de las que se aplican en el universo conocido.

### Falso vacío
Si el vacío no es el estado de energía más bajo (un falso vacío), se podría colapsar en un estado de energía menor. Esto es llamado evento de metaestabilidad del vacío. Esto fundamentalmente alteraría el universo, las constantes físicas podían tener valores diferentes, afectando severamente a los fundamentos de la materia.

### Niveles indefinidos
El modelo cosmológico multinivel postula la existencia de niveles indefinidos del universo. Mientras la existencia de nuestro nivel del universo es finita, hay un número indefinido de niveles del universo cada uno con su principio y su fin, pero el completo tiene una existencia infinita.

## Restricciones observacionales en las teorías
La elección entre estos escenarios rivales se hace «pesando» el universo, por ejemplo, midiendo las contribuciones relativas de materia, radiación, materia oscura y energía oscura a la densidad crítica. Más concretamente, compitiendo con escenarios que son evaluados contra los datos obtenidos en agrupaciones galácticas y supernovas lejanas y en anisotropías en el fondo cósmico de microondas.

## Cultura popular
Prácticamente todas las grandes religiones tienen una historia del fin del universo. El estudio teológico del destino final del universo o el destino final de la existencia humana se conoce como escatología. Muchos grupos religiosos están divididos en sus creencias teológicas sobre cómo será el final del mundo compatibilizando con las teorías científicas del final del universo. Por ejemplo, un texto que dice y todas las estrellas caerán del cielo puede implicar una mala comprensión de que las estrellas son meros puntos de luz. Pero si ese texto tiene implicaciones verdaderas actuales de una inteligencia divina, se puede referenciar como una de las teorías modernas seculares sobre el final del universo.
Además, numerosos autores de ciencia ficción y humoristas han escrito sobre el final del universo. Los incontables trabajos de ciencia ficción y fantasía utilizan la amenaza de la destrucción de universo como su dispositivo argumental, normalmente con un malo supervillano o la incompetencia de los humanos como causas y generalmente con el ingenio humano que salva el día.

### Libros
- El relato breve de Isaac Asimov La última pregunta propone un universo experimentando la muerte térmica y una tecnología de computación tan potente que finalmente descubre cómo revertir la muerte térmica por ignición, que es, en efecto, un nuevo Big Bang. Cuando Asimov publicó este relato, en 1959, la muerte térmica era el único escenario discutido de este tipo.
- La novela Tau Zero de Poul Anderson propone un universo cíclico que termina en un Big Crunch seguido de una expansión con un nuevo Big Bang. Propone que la gran implosión estará rodeada por una nube de hidrógeno y que un barco estelar podría navegar con cierto rumbo para evitar la singularidad y emerger en un nuevo universo.
- El poema narrativo A Long Time Dying de Geoffrey A. Landis propone un universo que termina en un Big Crunch.
- Milliways, El restaurante al final del universo, es un lugar de ficción en la serie de ciencia ficción de Douglas Adams Guía del autoestopista galáctico. El restaurante entero y sus patrones son proyectados a través del tiempo a través de una burbuja temporal hasta el punto en que el universo se acaba. El techo es de cristal de tal manera que los clientes pueden ver el final del universo como un entretenimiento de la cena. El final del universo es descrito por Zaphod Beeblebrox como un "Gnab Gib" ("Big Bang" deletreado hacia atrás).
- En la novela Sueños de gravedad, de L.E Modesitt, Engee, es un "Dios" nanobot que utiliza el personaje principal para investigar un universo de antimateria que está explotando para crear nueva materia. La explicación dada por Engee a Tristán es que intenta prevenir al universo de satisfacer su propósito reemplazando tanta energía o materia que está perdido en el proceso de creación de información.
- En la novela El Mundo al final del tiempo, de Frederik Pohl, el planeta (y el resto del sistema solar) de los protagonistas, junto con algunas estrellas cercanas son lanzados a casi la velocidad de la luz, de modo que el tiempo para ellos pasa mucho más despacio que en el universo exterior. Cuando vuelven a frenar, descubren que están en el futuro lejano del universo, cuando todas las demás estrellas hace tiempo que se han apagado.

### Películas y programas de televisión
- La película de Woody Allen Annie Hall tiene al joven Alvy Singer quejándose a un médico de que si el universo se está expandiendo, no hay ningún interés en hacer sus tareas domésticas. Su madre le pregunta "¿Cual es tu negocio?" y "¿Qué quieres hacer con el universo?", su médico fumando un cigarrillo postula que debería simplemente disfrutar la vida.
- En la serie de televisión Enano rojo y también en el libro de Enano rojo Hacia atrás, la tripulación tropieza con una realidad donde el tiempo está viajando hacia atrás. Kryten teoriza que esto es algún tiempo en el futuro de su universo, donde está yendo hacia un Big Crunch, causando al tiempo ir hacia atrás. Otro episodio del programa entró en la idea de los multiversos, profundizando en la idea de un número infinito de universos paralelos, cada uno de ellos separados por diferentes bifurcaciones en la "línea del destino".
- En la serie de televisión Lexx, el episodio 2.20 El final del universo, toda la materia del universo, excepto los personajes principales y su barco, son convertidos en brazos robóticos voladores autónomos con una consciencia simple del villano principal, Mantrid. La fuerza gravitacional de estos brazos cerrándose uno con otro causa un Big Crunch con Lexx en el centro. Lexx es de alguna manera enviado a un universo alternativo para continuar la temporada 3 de la serie.
- En la serie de televisión Star Trek: espacio profundo nueve (Episodio Chrysalis), varios humanos ingeniados genéticamente determinan que el universo se colapsará en un Big Crunch e intentarán evitarlo.
- En la película de Ed Wood Plan 9 del espacio exterior, los invasores alienígenas despiertan a los muertos para prevenir a los humanos de la destrucción del universo a través de un dispositivo que puede "explotar la luz solar".
- En la temporada 2006 de Doctor Who, el Torchwood Institute adquiere una misteriosa esfera que el doctor identifica como una "nave de vacío", una nave prevista para existir fuera del espacio-tiempo y del universo. Esta sería capaz de viajar a universos paralelos a través del vacío, que es el espacio que los separa. Se sugiere que el universo es cíclico u oscilatorio, diciendo que en la nave de vacío se podría sobrevivir al final del universo y a la creación del siguiente.
- En la serie de anime Eureka 7, se dice que existe un límite de interrogantes, la cual consiste en que si demasiadas formas de vida habitan determinada región (se podría expresar como densidad biológica), tal región se empezará a colapsar en una singularidad similar a un agujero negro que finalmente acabaría con todo el universo.
- En la serie de dibujos animados Futurama, los protagonistas viajan por error en el tiempo al futuro y ven el alejamiento y desgarramiento de las galaxias como en el Big Rip, seguido de un Big Bang creando un universo exactamente idéntico al anterior, viendo que el universo es cíclico.
- Según El asombroso mundo de Gumball, el mundo de este está concentrado en un vacío que va entre nuestro universo y el suyo, marcando que ese vacío se consumiría su mundo y nuestro mundo.

### Timelapse of the future
El 20 de marzo del 2019 el usuario de YouTube "melodysheep" el cual ya había subido videos de temas similares o lapsos de tiempo, subió a la plataforma un video llamado "TIMELAPSE OF THE FUTURE: A Journey to the End of TIme", donde en un lapso de tiempo de 29 minutos, se hacía un "viaje" comenzando desde el 2019 hasta el fin del universo como tal. El vídeo alcanzó rápidamente millones de visitas, contando actualmente con 90 millones de visualizaciones y 2.9 millones de likes.

### Videojuegos
- Durandal, la inteligencia artificial en modo Rampante de la serie Marathon de Bungie Studios, muestran una preocupación e incluso obsesión, con escapar del fin del universo, que él insiste en que es inevitable, pero puede ser evitado de alguna manera desconocida por el jugador.

### Juegos de mesa
- En el juego de cartas intercambiables Magic: El encuentro, el multiverso es donde existen todas las dimensiones donde se desarrolla la historia de los personajes del juego que tienen la habilidad de viajar de una dimensión a otra del mismo, conocidos como caminantes de planos.

### Cómics/manga
- En el cómic The Big Chill de Alan Moore el superhéroe Majestic sobrevive para ver el universo enfriarse y descubre que hay una forma de revertir el fin del universo.
- El Multiverso de Marvel Comics donde el Cristal M'Kraan es el punto de origen de los demás universos a su alrededor cual eje todos los otros universos están a la par de los otros como capas.
- Otras series de cómics o ficción como Las tortugas ninja (donde se celebra un torneo de artes marciales llamado Battle Nexus en el que combaten criaturas de cualquier dimensión o planeta) o la serie de aventuras espaciales FarscapeFarscape.
- En Jojo's Bizarre Adventure parte VI: Stone Ocean el antagonista principal, Enrico Pucci logra evolucionar su stand a Made in Heaven que tiene la habilidad de aumentar la aceleración o velocidad del flujo del tiempo, logrado a través de su capacidad de controlar las fuerzas gravitatorias del universo. A medida que el tiempo se acelera, el universo alcanzará un punto de fuga, y se creará un nuevo universo, donde todos los sucesos del universo original se repiten.
- En el Fan Cómic Dragon Ball Multiverse, Goku, Vegeta, Gohan y los demás guerreros Z se inscriben en un torneo contra los luchadores más poderosos de otros universos, de los que en su mayoría fueron sus rivales.